# 利米洛韦
利米洛韦（INN：Riamilovir ），又称三氮唑核苷（Triazavirin），是一种广谱抗病毒药物。由俄罗斯乌拉尔联邦大学、俄罗斯科学院、乌拉尔生物制药中心和麦德森制药（Medsintez）联合开发。该药物中含有三唑三嗪结构，是一种非核苷酸抗病毒药物新结构类型。
利米洛韦的主要通过合成嘌呤核苷酸碱基类似物来抑制病毒RNA基因片段的复制，由此达到抑制病毒繁殖的效果。

## 用途
利米洛韦最初是作为抗诸如H5N1等流感病毒的药物而研发的，早期已经有许多关于抗流感病毒效果的测试。随后又发现其对如蜱传脑炎病毒等其他病毒亦有效果，同时也针对高危型流感病毒感染、流感后肺部二次细菌感染等疾病以及拉沙熱、埃博拉等致命病毒性疾病的治疗效果进行研究。
利米洛韦目前已经通过了临床测试，并对急性呼吸道病毒感染展现出抗病毒活性。
2020年，俄罗斯，中国和南非三国开展了利米洛韦抗新冠病毒（SARS-CoV-2）活性的研究。利米洛韦的作用机制仍存在争议。迄今尚未有关于利米洛韦对SARS-CoV-2或流感靶蛋白活性的论文发表。
2014年8月，俄罗斯卫生部通过了利米洛韦的注册登记，可凭处方即可购买。同时利米洛韦的注册程序已在南非开展。

## 批评
一篇论文批评利米洛韦的研发过程没有符合双盲实验和随机化受试对象要求，并且受试者仅有66人，其中有44人为对照组。